# Gotō Noboru
Gotō Noboru (japanisch 五島 昇; geboren 21. August 1916 in Tokio; gestorben 20. März 1989) war ein japanischer Unternehmer.

## Leben und Wirken
Gotō Noboru war der älteste Sohn von Gotō Keita, dem Gründer des Eisenbahnunternehmens Tōkyū Dentetsu. Er machte 1940 seinen Studienabschluss an der Universität Tokio im Fach Wirtschaftswissenschaften. Er begann eine Arbeit bei „Tōkyō Shibaura Denki“ – heute „Toshiba“ –, wechselte 1945 ins väterliche Unternehmen „Tōkyū“. 1954 wurde er Präsident.
Nach dem Tode seines Vaters 1959 wurde Gotō Generaldirektor der Tokyu Group, Vorsitzender des Tōkyū-Kaufhauses (東急百貨店, Tōkyū hyakkaten), der „Tōkyū Land Corporation“ (東急不動産, Tōkyū fudōsan), der Tōkyū Construction (東急建設, Tōkyū kensetsu) und von weiteren Unternehmen. Er arbeitete an großen Projekten, baute die Eisenbahnlinie „Izu Kyūkō“ von Itō bis Shimoda, die „Tōkyū-Shintamagawa-Linie“ (東急新玉川線), die „Denentoshi-Linie“ (田園都市線) und investierte in die Entwicklung von Villen-Vorstadt „Tama Denentoshi“ (多摩田園都市).
1983 wurde Gotō als Nachfolger von Nagano Shigeo 14. Vorsitzende der Japanischen Industrie- und Handelskammer (日本商工会議所, Nihon shōkō kaigijo) und war dort in dieser Position bis Dezember 1987 tätig.
Zu Gotōs Auszeichnungen gehören die Ehrenmedaille (1976), der Orden des Heiligen Schatzes 1. Klasse (1986), der 12. Keizaikai-Preis (経済界大賞), 1986, der „Nihon-Kenchiku-Gakkai-Preis“ (日本建築学会賞) 1987 und posthum der „Masukomi–Kōrōsha–kenshō“ (マスコミ功労者顕彰) 1991.
2006 erschien aus dem Nachlass „Watashi no rirekisho keizai hito 26 Gotō Noboru“ (私の履歴書 経済人26 五島昇) – etwa „Mein Lebenslauf, 26 Geschäftspersonen, Gotō Noboru“.